# Falucsúfoló
A falucsúfoló egy népi irodalmi műfaj, általában egy frappáns, humoros, gúnyolódó történet egy falu lakosairól. A történet középpontjában általában a falubeliek tudatlansága, egy adott témában való járatlansága, tájékozatlansága áll.
Önálló műfajt alkotnak a Gyulafirátótról szóló falucsúfolók, a szakirodalom ezeket rátótiáda néven említi.

## Példák falucsúfolóra

### A ketyegő fene agyonverése
A Ketyegő fene vagy Pittyegő fene (A ketyegő fene agyonverése) egy tréfás történet, falucsúfoló, rátótiáda.
A történet szerint a falubeliek az úton hazafelé egy zsebórát találnak, de nem tudják mire vélni. Félve beviszik a faluba, ahol megállapítják, hogy a szerkezet egy ketyegő fene. Mivel veszedelmes lénynek gondolják, botokkal, ásókkal, kapákkal, fejszékkel, cséphadarókkal „agyonverik”.
A történetet A magyar irodalom kárpátaljai lexikona az egyik legismertebb rátótiádának nevezi. A Magyar néprajzi lexikon.  szerint a ketyegő fene története a Dunántúlon kívül elterjedt volt még Szatmár és Erdély egy részén.
A falucsúfolónak több „modern” változata is ismert, ezek olyan elmaradott emberekről szólnak, akik előtt ismeretlen például a vonat, a telefon vagy a mosógép. A történetnek finn, észt, litván, román, görög és flamand változatairól tudunk.

### A rátóti csikótojás
Hasonló falucsúfoló A rátóti csikótojás története. A rátóti csősz a falu határában egy úritököt talál, de nem tudja, hogy mi lehet az. Beviszi a falu tanácsának, ahol a bölcs elöljárók előbb sárkánytojásnak gondolják, majd megállapítják, hogy ez csakis egy csikótojás lehet.

## Lásd még
- A legényanya